# Carl Hehner (Politiker, 1809)
Carl Philipp Hehner (auch Karl) (* 24. März 1809 in Mensfelden bei Limburg an der Lahn; † 1. April 1880 in Wiesbaden) war ein deutscher Jurist und Politiker.

## Leben
Hehner war der Sohn des Schultheißen Philipp Heinrich Hehner (1760–1823) und dessen Ehefrau Maria Barbara geborene Koch (1780–1820). Er heiratete Lisette Sophie Caroline Senfft (* 2. April 1819 in Niederlauken; † 21. Januar 1901 in Wiesbaden), die Tochter des Johann Wilhelm Heinrich Senfft (1795–1873), und der Wilhelmine Christine Dilthey, (1797–1867). Der gemeinsame Sohn Adolf Clemens Hermann Hehner (1858–1922) wurde Abgeordneter im Nassauischen Kommunallandtag. Sein Bruder Heinrich Karl August Hehner (1790–1842) war Amtmann und Justizrat im Amt Reichelsheim, dessen Sohn Carl Hehner (1816–1869) nassauischer Abgeordneter.
Hehner absolvierte von 1826 bis 1829 ein Studium der Rechts- und Staatswissenschaften an der Ruprecht-Karls-Universität Heidelberg. Danach war er Amtsakzessist in Selters, Hadamar, Rennerod, Wallmerod, Idstein und Usingen. Er arbeitete als Sekretär, dann als Assessor und von 1843 bis 1848 als Hof- und Appellationsgerichtsrat in Usingen. 1848/49 war er während der Märzrevolution als Regierungsrat bei der Regierung des Herzogtums Nassau in Wiesbaden tätig. 1849 wurde er Hof- und Appellationsgerichtsrat in Dillenburg. Zum 1. Juli 1849 Rechtsprechung und Verwaltung auf der untersten Ebene getrennt und die Rechtsprechung durch Justizämter durchgeführt. Er war 1851 bis 1854 (als Strafversetzung) Justizamtmann in Marienberg. In der Reaktionsära wurde 1854  der alte Zustand der Ämter wiederhergestellt. Hehner erhielt den Abschied aus politischen Gründen. Seit 1855 war er als Rechtsanwalt in Limburg an der Lahn, dann in Wiesbaden tätig. Schließlich wurde er 1860 erneut Hof- und Appellationsgerichtsrat und 1866 (bis 1879) Oberappellationsgerichtsrat in Wiesbaden.
Er war vom 18. Mai 1848 bis zum 18. Juni 1849 Mitglied der Frankfurter Nationalversammlung für den 5. Wahlkreis  Nassau (Königstein im Taunus) in der Fraktion Westendhall. Er war Mitglied im Zentralmärzverein. Danach gehörte er dem Stuttgarter Rumpfparlament an.
Von 1870 bis 1872 war er Mitglied im Abgeordnetenhaus des Preußischen Landtags für die Deutsche Fortschrittspartei.